# Formica propatula
Formica propatula är en myrart som beskrevs av André Francoeur 1973. Formica propatula ingår i släktet Formica och familjen myror. Inga underarter finns listade i Catalogue of Life.